# Telkwa
Telkwa es un pueblo canadiense situado en la provincia de Columbia Británica.

## Superficie
Telkwa tiene una superficie de 7,04 km².

## Demografía
En 2021, tenía 1474 habitantes, una densidad poblacional de 209,5 hab./km², y 584 viviendas.